# Ctenotus
Genre
Ctenotus est un genre de sauriens de la famille des Scincidae.

## Répartition
Les 106 espèces se rencontrent en Australie et en Nouvelle-Guinée.

## Liste des espèces
Selon The Reptile Database (9 novembre 2017) :
- Ctenotus agrestis Wilson & Couper, 1995
- Ctenotus alacer Storr, 1970
- Ctenotus alleni Storr, 1974
- Ctenotus allotropis Storr, 1981
- Ctenotus angusticeps Storr, 1988
- Ctenotus aphrodite Ingram & Czechura, 1990
- Ctenotus arcanus Czechura & Wombey, 1982
- Ctenotus ariadnae Storr, 1969
- Ctenotus arnhemensis Storr, 1981
- Ctenotus astarte Czechura, 1986
- Ctenotus astictus Horner, 1995
- Ctenotus atlas Storr, 1969
- Ctenotus australis (Gray, 1838)
- Ctenotus borealis Horner & King, 1985
- Ctenotus brachyonyx Storr, 1971
- Ctenotus brevipes Storr, 1981
- Ctenotus brooksi (Loveridge, 1933)
- Ctenotus burbidgei Storr, 1975
- Ctenotus calurus Storr, 1969
- Ctenotus capricorni Storr, 1981
- Ctenotus catenifer Storr, 1974
- Ctenotus coggeri Sadlier, 1985
- Ctenotus colletti (Boulenger, 1896)
- Ctenotus decaneurus Storr, 1970
- Ctenotus delli Storr, 1974
- Ctenotus duricola Storr, 1975
- Ctenotus dux Storr, 1969
- Ctenotus ehmanni Storr, 1985
- Ctenotus essingtonii (Gray, 1842)
- Ctenotus euclae (Storr, 1971)
- Ctenotus eurydice Czechura & Wombey, 1982
- Ctenotus eutaenius Storr, 1981
- Ctenotus fallens Storr, 1974
- Ctenotus gagudju Sadlier, Wombey & Braithwaite, 1986
- Ctenotus gemmula Storr, 1974
- Ctenotus grandis Storr, 1969
- Ctenotus greeri Storr, 1979
- Ctenotus halysis Horner, 2009
- Ctenotus hanloni Storr, 1980
- Ctenotus hebetior Storr, 1978
- Ctenotus helenae Storr, 1969
- Ctenotus hilli Storr, 1970
- Ctenotus iapetus Storr, 1975
- Ctenotus impar Storr, 1969
- Ctenotus ingrami Czechura & Wombey, 1982
- Ctenotus inornatus (Gray, 1845)
- Ctenotus joanae Storr, 1970
- Ctenotus kurnbudj Sadlier, Wombey & Braithwaite, 1986
- Ctenotus labillardieri (Duméril & Bibron, 1839)
- Ctenotus lancelini Ford, 1969
- Ctenotus lateralis Storr, 1978
- Ctenotus leae (Boulenger, 1887)
- Ctenotus leonhardii (Sternfeld, 1919)
- Ctenotus maryani Aplin & Adams, 1998
- Ctenotus mastigura Storr, 1975
- Ctenotus mesotes Horner, 2009
- Ctenotus militaris Storr, 1975
- Ctenotus mimetes Storr, 1969
- Ctenotus monticola Storr, 1981
- Ctenotus nasutus Storr, 1969
- Ctenotus nigrilineatus Storr, 1990
- Ctenotus nullum Ingram & Czechura, 1990
- Ctenotus olympicus Hutchinson & Donnellan, 1999
- Ctenotus ora Kay & Keogh, 2012
- Ctenotus orientalis Storr, 1971
- Ctenotus pallasotus Rabosky & Doughty, 2017
- Ctenotus pallescens Storr, 1970
- Ctenotus pantherinus (Peters, 1866)
- Ctenotus piankai Storr, 1969
- Ctenotus pulchellus Storr, 1978
- Ctenotus quattuordecimlineatus (Sternfeld, 1919)
- Ctenotus quinkan Ingram, 1979
- Ctenotus quirinus Horner, 2007
- Ctenotus rawlinsoni Ingram, 1979
- Ctenotus regius Storr, 1971
- Ctenotus rhabdotus Rabosky & Doughty, 2017
- Ctenotus rimacolus Horner & Fisher, 1998
- Ctenotus robustus Storr, 1970
- Ctenotus rosarium Couper, Amey & Kutt, 2002
- Ctenotus rubicundus Storr, 1978
- Ctenotus rufescens Storr, 1979
- Ctenotus rutilans Storr, 1980
- Ctenotus saxatilis Storr, 1970
- Ctenotus schevilli (Loveridge, 1933)
- Ctenotus schomburgkii (Peters, 1863)
- Ctenotus septenarius King, Horner & Fyfe, 1988
- Ctenotus serotinus Czechura, 1986
- Ctenotus serventyi Storr, 1975
- Ctenotus severus Storr, 1969
- Ctenotus spaldingi (Macleay, 1877)
- Ctenotus storri Rankin, 1978
- Ctenotus strauchii (Boulenger, 1887)
- Ctenotus striaticeps Storr, 1978
- Ctenotus stuarti Horner, 1995
- Ctenotus taeniatus (Mitchell, 1949)
- Ctenotus taeniolatus (White, 1790)
- Ctenotus tanamiensis Storr, 1970
- Ctenotus tantillus Storr, 1975
- Ctenotus terrareginae Ingram & Czechura, 1990
- Ctenotus uber Storr, 1969
- Ctenotus vagus Horner, 2009
- Ctenotus vertebralis Rankin & Gillam, 1979
- Ctenotus xenopleura Storr, 1981
- Ctenotus youngsoni Storr, 1975
- Ctenotus zastictus Storr, 1984
- Ctenotus zebrilla Storr, 1981

## Publication originale
- Storr, 1964 : Ctenotus, a new generic name for a group of Australian skinks. Western Australian Naturalist, vol. 9, p. 84–85.